# デ・ロイテル (軽巡洋艦・初代)
| 竣工時のデ・ロイテル。 | |
| 艦歴                   | |
| 発注                   | ウィルトン・フィエノールト社スヒーダム造船所 |
| 起工                   | 1933年9月16日 |
| 進水                   | 1935年5月11日 |
| 就役                   | 1936年10月3日 |
| 退役                   | |
| その後                 | 1942年2月28日に戦没 |
| 除籍                   | 1942年2月28日 |
| 前級                   | ジャワ級軽巡洋艦 |
| 次級                   | トロンプ級 もしくはデ・ゼーヴェン・プロヴィンシェン級 |
| 性能諸元               | |
| 排水量                 | 基準：6,642トン 満載：7,822トン |
| 全長                   | 170.92m |
| 水線長                 | 168.3m |
| 全幅                   | 15.7m |
| 吃水                   | 5.0m |
| 機関                   | ヤーロー式重油専焼水管缶6基 ＋パーソンズ式ギヤードタービン2基2軸推進 |
| 最大出力               | 66,000hp |
| 最大速力               | 32.0ノット（公試時：33.7ノット） |
| 航続距離               | 常備：12ノット/6,800海里 満載：12ノット/10,000海里 |
| 燃料                   | 重油：1,300トン（満載） |
| 乗員                   | 士官：35名 兵員：438名 |
| 兵装                   | ボフォース 1938年型 15cm（50口径）連装速射砲3基+同単装速射砲1基 ボフォース 1936年型 4cm（56口径）連装機関砲5基 ブローニング 12.7mm（50口径）連装機銃4基                                                                       |
| 装甲                   | 舷側：51mm（水線最厚部）、30mm（艦首尾部）、33mm（水面下隔壁） 主甲板：33mm（平面部）、50mm（傾斜部） 主砲塔：100mm（前盾）、33mm（側盾）、30mm（後盾）、30mm（天蓋） 主砲バーベット部：50mm（最厚部） 司令塔：33mm（最厚部） |
| 航空兵装               | 水上偵察機2機 旋回式カタパルト1基 |

デ・ロイテル（蘭: Hr. Ms. De Ruyter）は、オランダ海軍の軽巡洋艦。同型艦はない。艦名は英蘭戦争の英雄ミヒール・デ・ロイテル提督に因む。デ・ロイテルはジャワ級軽巡に引き続いて建造され、その設計にはドイツ（ヴァイマル）共和国海軍が建造したドイッチュラント級装甲艦の影響が見受けられる。第二次世界大戦前にオランダ領東インドに配備される。
太平洋戦争の初期に東南アジア海域で日本軍と戦い、蘭印作戦によって生起した1942年（昭和17年）2月28日のスラバヤ沖海戦で沈没した。

## 概要
デ・ロイテルは、第一次世界大戦で建造中止になったジャワ級軽巡洋艦のセレベス (Hr.Ms. Celebes) の代艦として、オランダ海軍の1930年計画で1隻が建造承認された。当初は基準排水量5,250トンで15cm連装砲3基の設計であったが、仮想敵国（大日本帝国）の一万トン級巡洋艦に対抗するためにも設計を変更する。1932年の改設計により艦体を大型化し、艦橋と艦主砲塔の間に単装砲1基を追加して15cm砲7門艦として要求性能が承認された。デ・ロイテルは当時の巡洋艦の多くで採用されていた高角砲や魚雷兵装を持たない代わりに、大仰角を取れる15cm砲と4cm機関砲と12.7mm機銃で武装していた。当初の艦名はセレベスとされたが、設計中にデ・ロイテルに変更された。

## 艦形について

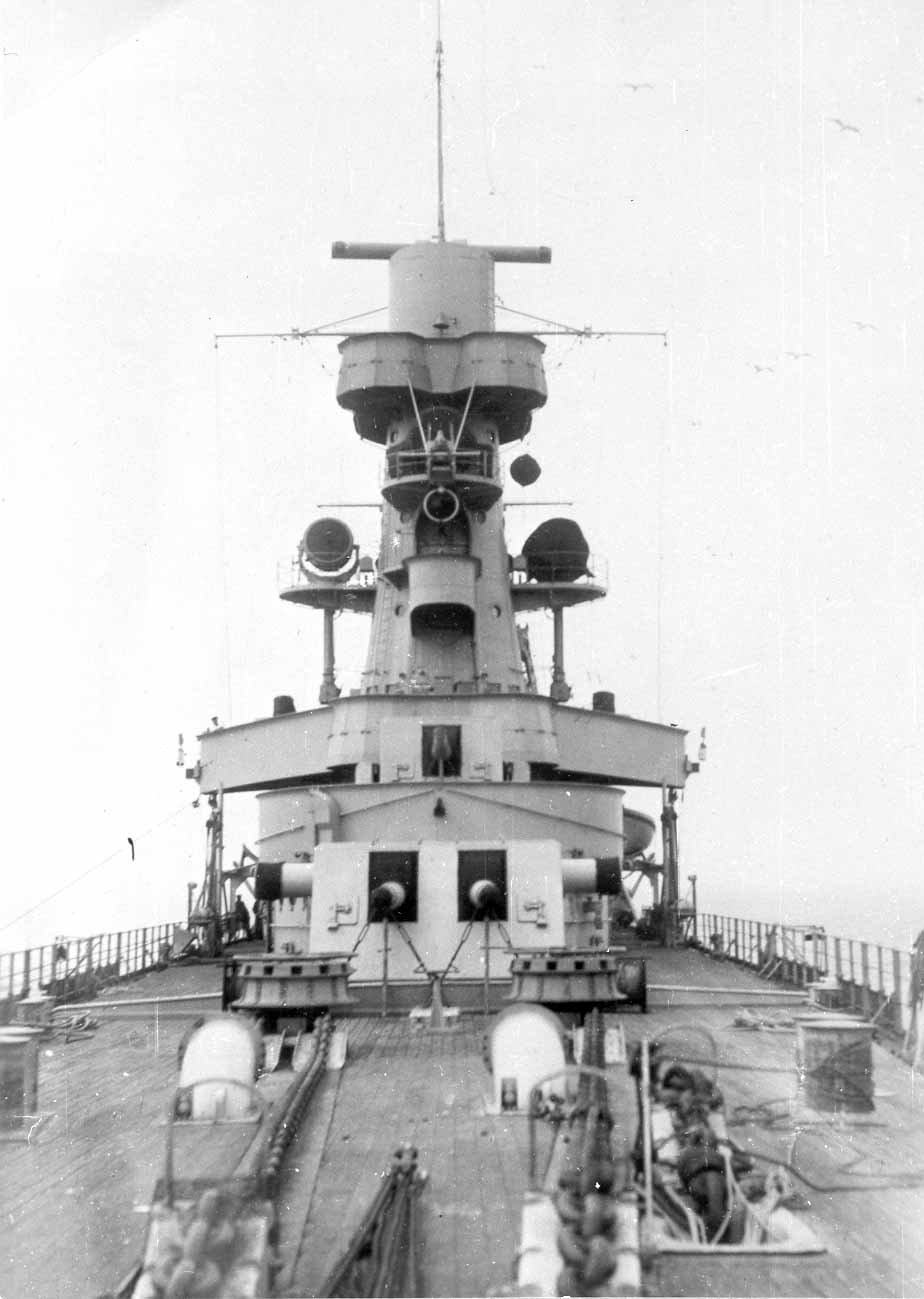
艦首から撮影されたデ・ロイテル。特徴的な艦橋形状が判る写真。

デ・ロイテルの船体は、長船首楼型船体で排水量に比して乾舷の高い船体は良好な凌波性を持っていた。船体デザインは設計にドイツ（ヴァイマル共和政）のクルップ・ゲルマニア社が携わっているために、同世代の共和国海軍 (Reichsmarine) ドイッチュラント級装甲艦（通称“ポケット戦艦”）に似ている。特に艦橋構造の両脇に船橋を持つ艦橋デザインは装甲艦アドミラル・グラーフ・シュペー (Die Admiral Graf Spee) に類似性が見られる近代的なフォルムを持っている。また、装甲板を船体の構造材の一部として設計し、材料には溶接に適した鋼材や軽合金が使用された。
垂直に切り立ったクリッパー型艦首には錨が左舷に2つ・右舷に1つが配置され、使用しない時はフランス海軍のクールベ級戦艦の様に、艦首に錨が埋め込まれる巧妙な細工となっていた。艦首甲板上に「ボフォース 1938年型 15cm（50口径）速射砲」を収めた箱型の連装式主砲塔が1基、その背後から上部構造物が始まり、その上に防楯の付いた15cm速射砲を単装砲架で1基が配置されて背負い式配置となっていた。
塔型艦橋は基部に船体幅一杯までの船橋（ブリッジ）を持つ前後に細長い形状で、艦橋の構成は丸窓が並ぶ操舵艦橋・戦闘艦橋・見張り所の上には6m測距儀塔の順である。艦橋には探照灯台が艦橋側面に片舷1基ずつ、前部に1基の計3基配置されていた。
艦橋の背後に大型の1本煙突が立てられた。煤煙の逆流を防ぐために竣工時には開口部に板を立てたが効果はなく、後に黒いファンネルキャップを装着した。デ・ロイテルは同時期のドイッチュラント級装甲艦と同様に後部マストを持たない設計であったために、アンテナ線展開のために煙突後部にＴ字型のヤードを設置して代用とした。
艦橋と煙突の間は艦載艇置き場とされ、煙突の後方にはハインケル（Heinkel）K8型旋回式カタパルトを中心線上に1基を配置し、その後ろにフォッカー（Fokker）C 11水上機2機が露天で置かれた。艦載艇と水上機の運用のために煙突の基部に付いた「くの字」型のクレーンが片舷1基ずつ計2基が設置された。
上部構造物の末端部に位置する4m対空測距儀を載せた後部見張所は上から見て底辺を前方に向けた五角形状となっており、そこに対空火器としてボフォース 4cm（56口径）機関砲を連装砲架で5基を集中配置された。その下の船首楼の末端部に3番主砲塔1基と、一段下がった後部甲板上に4番主砲塔が後向きの背負い式配置で計2基配置された。

## 主砲、その他備砲、雷装

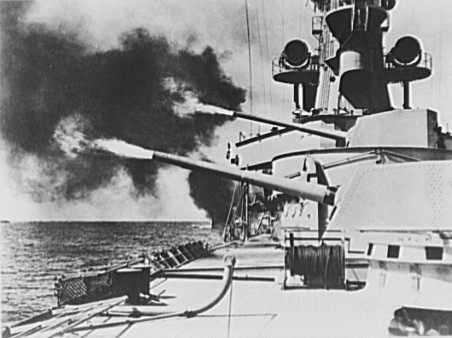
1941年に撮影された写真。デ・ロイテルの主砲は連装砲塔と単装砲を組み合わせていた。

デ・ロイテルの主砲には、スウェーデンのボフォース社の新設計の1938年型 15cm（50口径）速射砲を採用した。主砲は本来は連装砲塔3基の予定であったが、日本海軍の強力な火力を持つ最上型二等巡洋艦に対抗するために砲架を装甲板でカバーで覆う15cm単装砲（砲塔形式でなく、旋回も装填も人力）を追加して連装砲3基+単装砲1基の計7門装備とした。形式番号は砲架の形状により異なり、連装砲はMark9で3基が搭載、単装砲形式はMark10で1基を搭載した。後にデ・ロイテルの後継艦であるトロンプ級軽巡洋艦には、改良型のMark11が搭載された。
その性能は、重量46.7kgの徹甲弾を仰角45度で最大射程27,400mまで届かせられた。砲塔・単装砲架ともに旋回角度は艦首尾方向を0度として左右共に150度まで旋回でき、動力は電動、非常用に人力が選択出来た。バーベット内の揚弾薬機は電動式である。砲身の上下は対空戦闘を考慮され最大60度から俯角10度までで、単装砲架が照明弾打ち上げに適していた。装填形式はどの角度からでも装填が出来る自由角度装填方式で発射間隔は毎分5～6発であった。

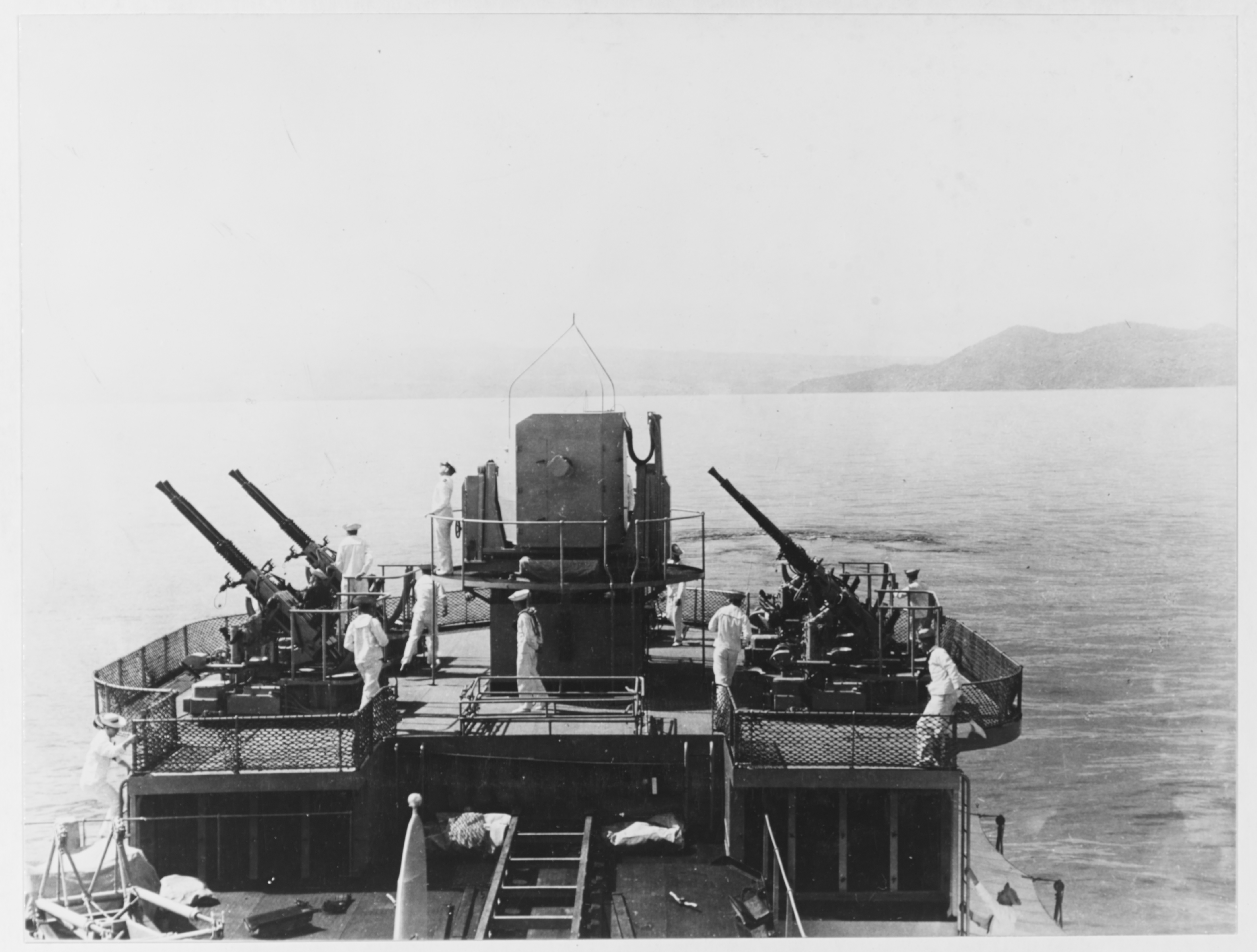
デ・ロイテルは高角砲を持たず、対空をボフォース4cm連装機関砲が担っていた。

デ・ロイテルの対空火器として、ボフォース社製1936年型 40mm(56口径)機関砲を連装砲架で五基を五角形に集中配置していた。その性能は重量0.93kgの機関砲弾を仰角45度で射程9,600mまで、最大仰角90度で高度10,180mまで飛ばす事が出来た。砲架の俯仰は仰角90度・俯角15度で360度の旋回角度を持っていたが、実際は上部構造物により射界を制限された。これを連装砲架で5基を搭載。他に近接火器としてブローニング12.7mm（50口径）機銃を連装砲架で4基装備した。なお、オランダ巡洋艦の多くで装備していた魚雷発射管をデ・ロイテルは装備していなかった。

## 機関
デ・ロイテルの機関構成は、ヤーロー式重油専焼水管缶6基とパーソンズ式ギヤードタービン2基2軸推進と組み合わせて機関出力60,000馬力、速力32ノットを達成した（公試時は75,000馬力で33.7ノット）。燃料は重油を常用で12ノット/6800海里、満載1,300トンで12ノットで10,000海里の航続性能を得た。

## 艦歴

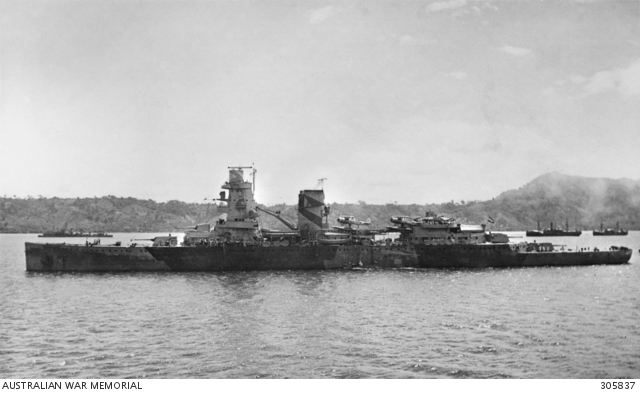
戦時迷彩が施されたデ・ロイテル。

デ・ロイテルはウィルトン・フィエノール社のスヒーダム造船所で建造された。1933年9月16日起工。1935年5月11日進水。1936年10月3日就役。ウィルヘルミナオランダ女王の親閲を受ける。
1937年1月12日に「デ・ロイテル」はデン・ヘルダーから出航し、リスボン、タンジール、アレクサンドリア、ボンベイを経て3月3日にサバンに到着。それからバタビアを経てスラバヤへ向かった。
大日本帝国を訪問する計画もあったが、実現しなかった。東南アジア海域で活動中の1939年（昭和14年）9月に第二次世界大戦が始まった。1940年（昭和15年）5月中旬、オランダ王国はナチス・ドイツに敗北して占領され、オランダ王室はイギリスに亡命してオランダ亡命政府を樹立した（オランダの歴史）。オランダは本国を失い、東インドネシアの植民地が主要な領土になった。同年9月からは日本軍の仏印進駐が始まり、極東でも緊迫の度合いが増した。
1941年（昭和16年）12月8日、日本軍は東南アジア方面でマレー作戦とフィリピン作戦を発動し、南下を開始した（太平洋戦争、南方作戦）。比島作戦が一段落すると、日本軍は蘭印作戦を発動してボルネオ島、スラウェシ島、ジャワ島などを目指す。1942年（昭和17年）1月、連合国はABDA司令部を編成して日本軍に対抗した。ABDA部隊の最高指揮官は英軍のウェーヴェル陸軍大将で、アメリカ海軍のトーマス・C・ハート提督がABDA海軍部隊司令官に、オランダ海軍のカレル・ドールマン提督がABDA艦隊司令官に任命された。
2月4日、アメリカ重巡洋艦ヒューストン (USS Houston, CA-30) 、アメリカ軽巡洋艦マーブルヘッド (USS Marblehead, CL-12) 、オランダ軽巡洋艦トロンプ (Hr. Ms. Tromp) および護衛の駆逐艦部隊と共にスラバヤから出撃し、ボルネオ島バリクパパン方面の日本艦隊攻撃に向かうが、マカッサル海峡で日本軍機の攻撃を受ける。日本軍基地航空隊（一式陸上攻撃機、九六式陸上攻撃機）の水平爆撃によりデ・ロイテルとヒューストンが小破し、マーブルヘッドが大破した。ABDA艦隊は日本軍輸送船団の攻撃をあきらめて反転した。
連合国軍はマレー半島やスマトラ島を経由してジャワ島を目指す日本軍西方部隊の動向にも注意を払わねばならなかった。2月13日、オランダ海軍軽巡3隻（デ・ロイテル、ジャワ、トロンプ）、イギリス重巡エクセター (HMS Exeter, 68) 、オーストラリア軽巡ホバート (HMAS Hobart) 、アメリカ駆逐艦6隻とオランダ駆逐艦4隻がジャワ島バタヴィアに集結した。ABDA艦隊は東部スマトラのバンカ島にむけて出撃したが、15日に軽空母龍驤（第四航空戦隊）の艦上機と、陸上攻撃機に襲撃される。ABDA艦隊に決定的な被害はなかったが、ドールマン提督は進撃を諦めてジャワ島に戻った。2月20日には健在艦（デ・ロイテル、ジャワ、トロンプ、駆逐艦部隊）でバリ島沖海戦に参加したが、ABDA艦隊は戦力が分散しすぎており、トロンプ損傷と駆逐艦ピートハイン (Hr.Ms. Piet Hein) 沈没に見合う戦果を挙げられなかった。
2月中旬、ABDA海軍部隊の指揮官はハート提督（アメリカ海軍）からコンラッド・ヘルフリッヒ中将（オランダ海軍）に交代した。日本軍はジャワ島占領を目的として陸軍の上陸船団部隊を派遣する。偵察機から報告をうけたドールマン少将（旗艦デ・ロイテル）は、日本軍のジャワ島上陸を阻止するため、オランダ軽巡デ・ロイテル (HNLMS De Ruyter) 、イギリス重巡エクセター (HMS Exeter, 68) 、アメリカ重巡ヒューストン (USS Houston, CA-30) 、オーストラリア軽巡パース (HMAS Perth, D29) 、オランダ軽巡ジャワ (HNLMS Java) および多国籍駆逐艦を率いて出撃した。
2月27日夕刻、日本軍輸送船団を護衛していた第五戦隊司令官高木武雄少将が指揮する妙高型重巡洋艦2隻（那智、羽黒）と、二つの水雷戦隊（二水戦、四水戦）に遭遇した（スラバヤ沖海戦）。
ほぼ互角の戦力を揃えたABDA艦隊と日本艦隊の艦隊決戦が始まる。
日没までの海戦により、損傷した重巡エクセターが後落してスラバヤに撤退、駆逐艦部隊は沈んだり損傷艦の護衛にまわしてしまったので、ABDA艦隊の戦力は巡洋艦4隻（デ・ロイテル、ヒューストン、パース、ジャワ）だけになった。ドールマン提督はなおも日本軍輸送船団の撃滅を諦めていなかったが、第五戦隊の重巡2隻（那智、羽黒）と遭遇して夜戦になる。妙高型重巡が発射した酸素魚雷が命中し、デ・ロイテルとジャワは炎上して沈没した。座乗していたカレル・ドールマン提督やラコンブレ艦長も戦死。なおドールマン提督は旗艦の沈没直前に健在艦（パース、ヒューストン）に撤退を下令しており、2隻はスンダ海峡を通過してインド洋へ脱出しようとしたが、バタビア沖海戦で沈没した。
デ・ロイテルではドールマン提督を含めて345名が戦死し、生存者は109名であったという。アメリカ海軍のS級潜水艦S-37はデ・ロイテルの救命ボートを発見、アメリカ人のみ救助している。
重巡那智（第五戦隊）は、その後の海戦で沈没した連合軍艦艇乗組員を含め、約50名ほどを救助した。
第1護衛隊（指揮官西村祥治第四水雷戦隊司令官）の報告では、デ・ロイテル乗組員80名を救助した。四水戦の駆逐艦五月雨はデ・ロイテルの探照灯員1名を救助し、他にも乗組員多数が乗った大型ボートを目撃している。
2月28日朝、二水戦の駆逐艦雪風と時津風（第16駆逐隊）は、海上を漂流する連合軍の沈没艦船の生存者を発見し、デ・ロイテルの通信科の下士官やイギリス駆逐艦エレクトラ (HMS Electra, H27)の砲術長を含む40名ほどを救助した。同日夜、デ・ロイテル乗組員と連絡係のイギリス海軍将校　合計39名は、駆逐艦初風（第16駆逐隊）に救助された。
このあと、捕虜は燃料補給のためバンジャルマシンにむかう雪風に移された。雪風がバンジャルマシンに到着後、捕虜は同地で抑留されていたオランダ病院船オプテンノール (Op Ten Noort) に引き渡された。